# Rosie Malek-Yonan
Rosie Malek-Yonan, född 4 juli 1965 i Teheran, Iran, är en amerikansk skådespelare och författare av assyrisk börd.